# Blatni Vrh
Blatni Vrh este o localitate din comuna Laško, Slovenia, cu o populație de 102 locuitori.